# Nagoya Challenger 1984
Il Nagoya Challenger 1984 è stato un torneo di tennis facente parte della categoria ATP Challenger Series nell'ambito dell'ATP Challenger Series 1984. Il torneo si è giocato a Nagoya in Giappone dal 7 al  maggio 1984 su campi in cemento.

## Vincitori

### Singolare
Glenn Layendecker ha battuto in finale  David Mustard con il punteggio di 7–5, 6–4

### Doppio
Torneo di doppio non disputato